# 269. strelska divizija (ZSSR)
269. strelska divizija (izvirno rusko 269. стрелковая дивизия; kratica 269. SD) je bila strelska divizija Rdeče armade v času druge svetovne vojne.

## Zgodovina
Divizija je bila ustanovljena julija 1941 v Kolomni.